# Kalendarium pontyfikatu Franciszka (2014)

## Kalendarium pontyfikatu Franciszka w roku 2014

### Styczeń
- 3 stycznia
  - Papież wprowadził zmianę w przyznawaniu tytułów honorowych duchownym. Nie będą przyznawane godności prałata i infułata a jedynie przyznawany będzie tytuł Kapelana Jego Świątobliwości[1].
- 5 stycznia
  - Papież Franciszek podczas spotkania z wiernymi na modlitwie Anioł Pański ogłosił, że w dniach 24-26 maja uda się w podróż apostolską do Ziemi Świętej[2].
- 11 stycznia
  - Papież Franciszek przyjął na audiencji Katolicki Komitet Współpracy Kulturalnej z Kościołami Prawosławnymi i Orientalnymi wraz z grupą prawosławnych studentów, którzy są studentami papieskich uczelni Wiecznego Miasta[3].
- 12 stycznia
  - Papież Franciszek w Uroczystość Chrztu Pańskiego w kaplicy Sykstyńskiej przewodniczył eucharystii z obrzędem sakramentu chrztu, który przyjęło wśród nich dziecko pary która nie zawarła ślubu kościelnego[4].
- 13 stycznia
  - Spotkanie papieża Franciszka z korpusem dyplomatycznym przy Stolicy Apostolskiej[5].
  - Franciszek skierował list do hierarchów, którym w lutym papież wręczy nominacje kardynalskie[6].
- 17 stycznia
  - Spotkanie papieża Franciszka z delegacją ekumeniczną z Finlandii[7].
- 18 stycznia
  - Orędzie Franciszka na 100. Światowy Dzień Migranta i Uchodźcy[8].
  - Spotkanie papieża Franciszka z pracownikami włoskiej telewizji i radia Rai, którzy obchodzą 60 lat istnienia telewizji i 90 lat istnienia radia[9].
- 20 stycznia
  - Spotkanie z oficerami i agentami Generalnego Inspektoratu Publicznego Bezpieczeństwa[10].
- 24 stycznia
  - Papież Franciszek spotkał się na audiencji ogólnej z prezydentem Francji François Hollande’em[11].
  - Papież przyjął sędziów Trybunału Roty Rzymskiej z okazji inauguracji Roku Prawa[12].
- 25 stycznia
  - Spotkanie z uczestnikami Narodowego Kongresu sponsorowanego przez Włoskie Centrum Kobiet[13].
- 30 stycznia
  - Wizyta ad limina apostolorum biskupów z Austrii[14].

### Luty
- 1 lutego
  - Rozpoczęło się spotkanie ad limina Apostolorum polskich biskupów z papieżem Franciszkiem, spotkanie trwało do 8 lutego[15].
  - Spotkanie z przedstawicielami Drogi Neokatechumenalnej[16].
- 8 lutego
  - Papież Franciszek przyjął na prywatnej audiencji wiernych ze Sri Lanki[17].
- 13 lutego
  - Spotkanie z członkami Plenarnej Sesji Kongregacji do spraw Wychowania Katolickiego[18].
- 14 lutego
  - Wizyta ad limina apostolorum biskupów z Czech[19].
- 16 lutego
  - Wizyta w rzymskiej parafii św. Tomasza Apostoła[20].
- 17 lutego
  - Rozpoczęła się trzecia narada Rady kardynałów pod przewodnictwem papieża Franciszka. Rada ta pomaga papieżowi w zarządzaniu Kościołem i w przygotowaniu reformy Kurii Rzymskiej[21].
- 22 lutego
  - W bazylice św. Piotra odbył się konsystorz pod przewodnictwem papieża Franciszka z okazji nadania godności kardynalskiej 19 purpuratom (18 dostojników otrzymało podczas uroczystości biret, zaś jeden z kardynałów Loris Capovilla otrzymał biret od wysłannika papieża w jego domu). Podczas tej uroczystości obecny był papież senior Benedykt XVI i był to pierwsza uroczystość religijna z obecnością dwóch papieży – urzędującego i emerytowanego[22].
- 23 lutego
  - Papież Franciszek w bazylice św. Piotra przewodniczył eucharystii z nowymi członkami Kolegium Kardynalskiego, którzy dzień wcześniej otrzymali biret kardynalski[23].
- 27 lutego
  - Spotkanie z Kongregacją Do Spraw Biskupów[24].
- 28 lutego
  - Spotkanie z Komisją Papieską ds. Ameryki Łacińskiej[25].

### Marzec
- 3 marca
  - Spotkanie ze Zgromadzeniem Sióstr i Księży Wolnych od Bałwochwalstwa[26].
  - Wizyta ad limina apostolorum biskupów z Hiszpanii[27].
- 6 marca
  - Spotkanie z proboszczami rzymskich parafii[28].
- 7 marca
  - Spotkanie ze Światową Radą Kościoła[29].
- 8 marca
  - Papież Franciszek mianował 15 członków nowej Rady do spraw Ekonomicznych powołanej w ramach reformy watykańskich finansów i która ma decydować o całej polityce ekonomicznej[30].
- 9 marca
  - Z udziałem papieża Franciszka odbyły się w domu rekolekcyjnym paulistów „Casa Divin Maestro” w oddalonej o 30 km od Wiecznego Miasta Ariccii rekolekcje wielkopostne dla Kurii Rzymskiej, które będą trwać do 14 marca. Konferencje głosi ks. prałat Angelo De Donatis z diecezji rzymskiej[31].
- 13 marca
- Mija rok od wyboru kard.Jorge Mario Bergoglio na papieża, został pierwszym papieżem z kontynentu Amerykańskiego i jako pierwszy papież przyjął imię Franciszek. Wybór tego imienia podyktowany został chęcią zajęcia się problemami biednych i nędzarzy[32].
- 14 marca
  - Spotkanie z Kurią Rzymską na zakończenie rekolekcji wielkopostnych[33].
- 16 marca
  - Wizyta duszpasterska w rzymskiej parafii Santa Maria dell'Orazione[34].
- 17 marca
  - Wizyta ad limina apostolorum biskupów z Timoru Wschodniego[35].
- 22 marca

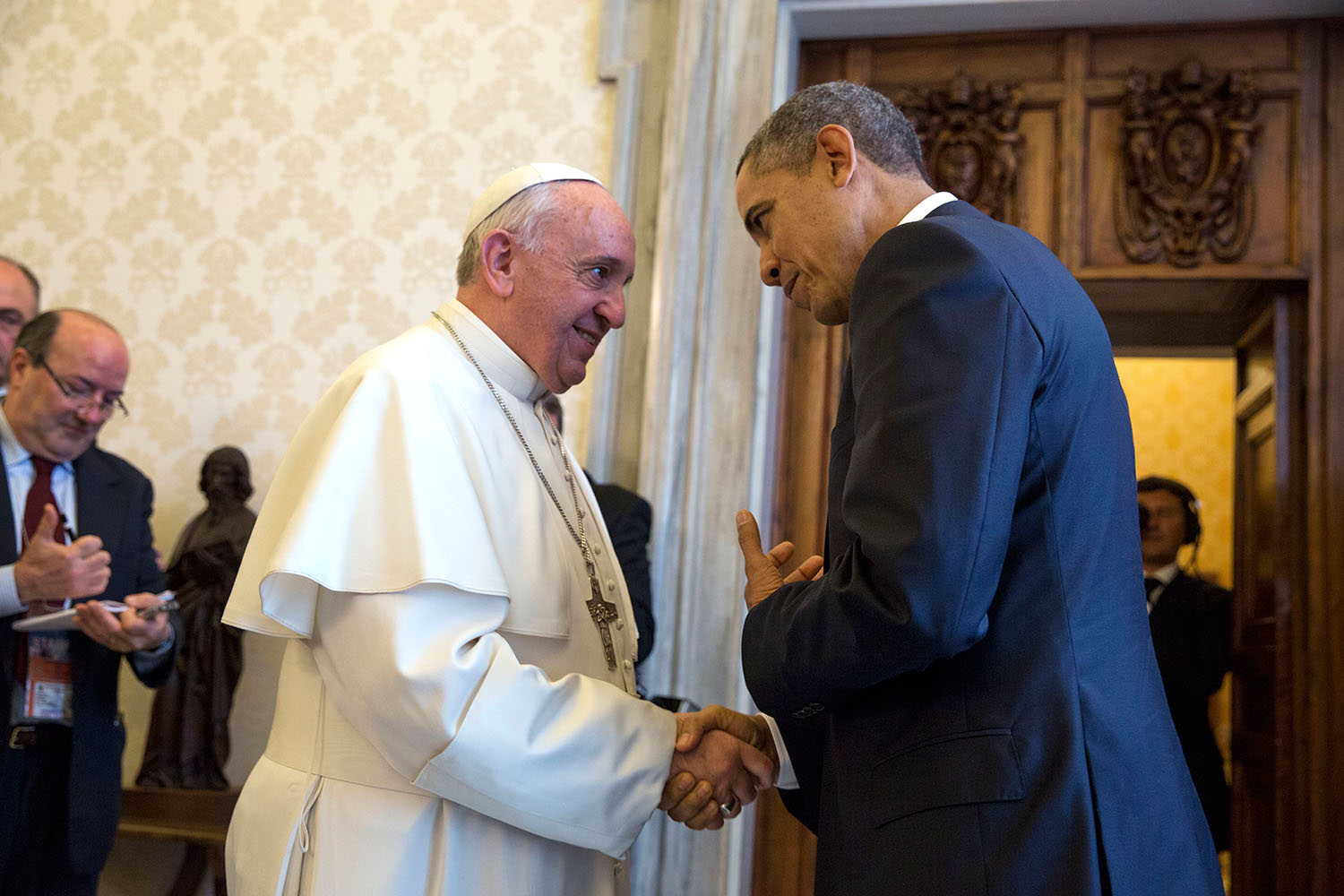
Papież Franciszek i prezydent USA Barack Obama

- Papież Franciszek ustanowił Papieską Komisję ds. Ochrony Nieletnich, której zadaniem jest walka z pedofilią w Kościele[36].
- Spotkanie ze stowarzyszeniem „Corallo”[37].
- 24 marca
  - Spotkanie z uczestnikami sesji plenarnej Papieskiej Rady Pracowników Służby Zdrowia[38].
- 27 marca
- Papież Franciszek przyjął na audiencji ogólnej prezydenta Stanów Zjednoczonych Baracka Obamę. Tematem ich rozmów były konflikty zbrojne i natychmiastowe rozwiązaniem ich[39]. Podczas spotkania prezydent Barack Obama skierował zaproszenie do papieża do odwiedzenia kraju[40].
- 28 marca
- Papież Franciszek w bazylice św. Piotra przewodniczył liturgii pokutnej „"24 godziny dla Pana Boga”, które odbywało się jednocześnie na całym świecie[41]. Podczas tego nabożeństwa papież sam skorzystał z sakramentu pokuty następnie Franciszek udał się do jednego z konfesjonałów jako spowiednik[42].
  - Spotkanie z sędziami Penitencjarii Apostolskiej[43].
  - Wizyta ad limina apostolorum biskupów z Madagaskaru[44].
- 31 marca
  - Spotkanie z uczestnikami Kapituły Generalnej Salezjanów Księdza Jana Bosco[45].

### Kwiecień
- 2 kwietnia
  - Papież Franciszek spotkał się z wiernymi na audiencji generalnej, gdzie tematem katechezy był sakrament małżeństwa[46]. Podczas audiencji papież pozdrawiając Polaków nawiązał do 9 rocznicy śmierci bł. Jana Pawła II zachęcając ich do duchowego przygotowania się na jego kanonizację[47].
- 3 kwietnia
  - Papież Franciszek na specjalnej audiencji przyjął królową Wielkiej Brytanii i głowę Kościoła anglikańskiego Elżbietę II wraz z jej mężem księciem Edynburga Filipem[48].
  - Papież Franciszek poprzez kanonizację równoważną rozszerzył kult trzem błogosławionym Józefa Anchietę, Marię Guyart-Martin oraz Franciszka de Montmorency Laval[49].
  - Wizyta ad limina apostolorum biskupów z Ruandy[50].
- 6 kwietnia
  - Wizyta duszpasterska w rzymskiej parafii św. Grzegorza Magno[51].
- 7 kwietnia
  - Wizyta ad limina apostolorum biskupów z Tanzanii[52].
  - Spotkanie z organizatorami mundialu w Brazylii[53].
- 11 kwietnia
  - Spotkanie z Międzynarodową Delegacją Katolickiego Dziecka[54].
  - Spotkanie z Włoskim Ruchem dla Życia[55].
- 12 kwietnia
  - Spotkanie z członkami Kongresu Chirurgii Onkologicznej[56].
  - Spotkanie z Papieskim Komitetem Nauk Historycznych[57].
- 20 kwietnia
  - Franciszek odprawił mszę św. na placu Świętego Piotra w uroczystość Zmartwychwstania Pańskiego[58]. Po mszy z balkonu bazyliki św. Piotra udzielił błogosławieństwa Urbi et Orbi, podczas którego modlił się m.in. o pokój w Syrii i na Ukrainie[59].
- 25 kwietnia
  - Wizyta ad limina apostolorum biskupów z Afryki Południowej[60].
- 26 kwietnia
  - Papież Franciszek przyjął na specjalnej audiencji prezydenta Polski Bronisława Komorowskiego z małżonką oraz delegację z Polski. Podczas spotkania rozmawiano m.in. o kanonizacji dwóch papieży oraz o Światowych Dniach Młodzieży w Krakowie[61].

- 27 kwietnia

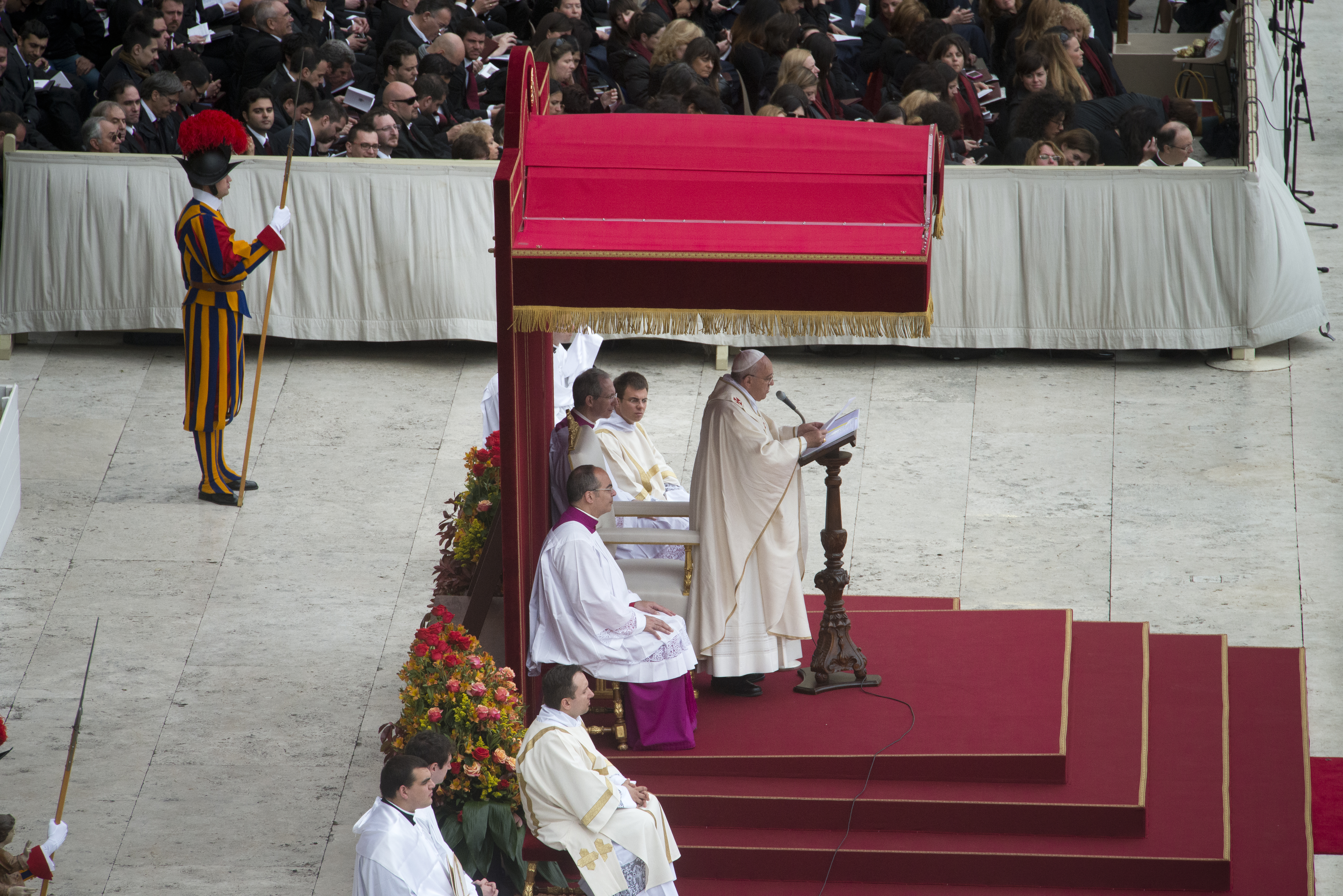
Papież Franciszek wygłasza homilie podczas kanonizacji Jana XXIII i Jana Pawła II

  - Papież Franciszek przewodniczył na placu św. Piotra w mszy św. kanonizacyjnej, gdzie świętymi ogłosił dwóch swoich poprzedników:Jana XXIII i Jana Pawła II[62], podczas tej uroczystości obecny był emerytowany papież Benedykt XVI, który był w gronie koncelebransów uroczystości kanonizacyjnych[63].

### Maj
- 2 maja
  - Spotkanie z Delegaturą Związku Piłki Nożnej[64].
  - Spotkanie z Radą Badań nad Gospodarką[65].
  - Spotkanie w Sali Klementyńskiej z fundacją „Papal”[66].
- 3 maja
  - Spotkanie z Włoską Akcją Katolicką[67].
  - Wizyta ad limina apostolorum biskupów ze Sri Lanki[68].
- 4 maja
  - Papież Franciszek odwiedził polski kościół pod wezwaniem św. Stanisława w Rzymie i odprawił dziękczynną eucharystię za dar kanonizacji św. Jana Pawła II[69].
- 5 maja
  - Papież Franciszek przyjął na prywatnej audiencji Gwardię Szwajcarską[70].
  - Wizyta ad limina apostolorum biskupów z Burundi[71].
- 9 maja
  - Wizyta ad limina apostolorum biskupów z Etiopii i Erytrei[72].
  - Spotkanie z dyrektorami naczelnymi Rady ds. Koordynacji ONZ[73].
  - Spotkanie z uczestnikami Papieskich Dzieł Misyjnych[74].
- 10 maja
  - Papież Franciszek podpisał dekret o beatyfikacji swojego poprzednika Pawła VI i wyznaczył datę 19 października jako dzień jego ogłoszenia błogosławionym[75].
- 19 maja
  - Papież Franciszek przyjął na specjalnej audiencji premiera Polski Donalda Tuska[76].
  - Wizyta ad limina apostolorum biskupów z Meksyku[77].
- 24 maja

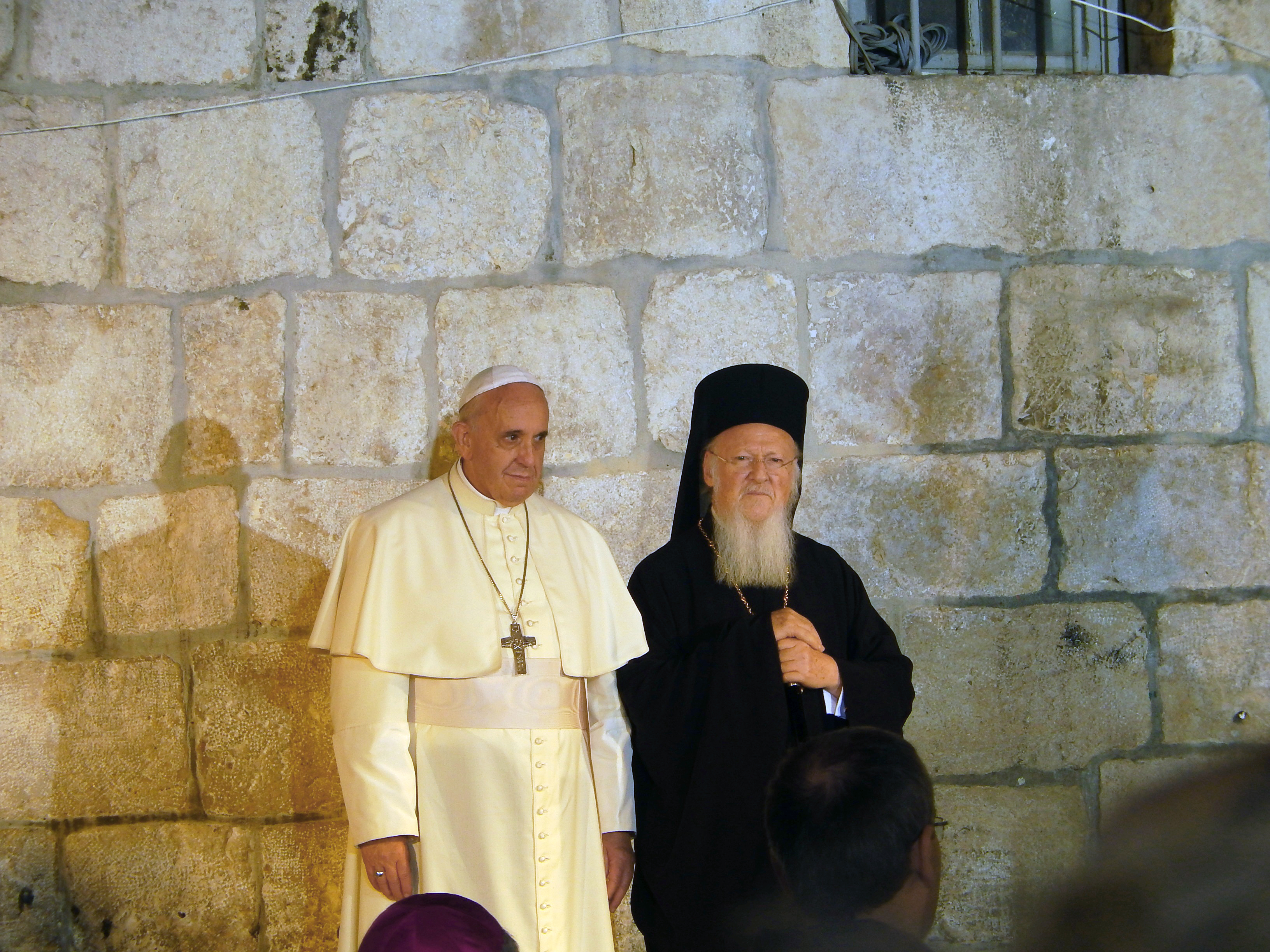
Papież Franciszek i patriarcha Konstantynopola Bartłomiej I – 25 maja 2014

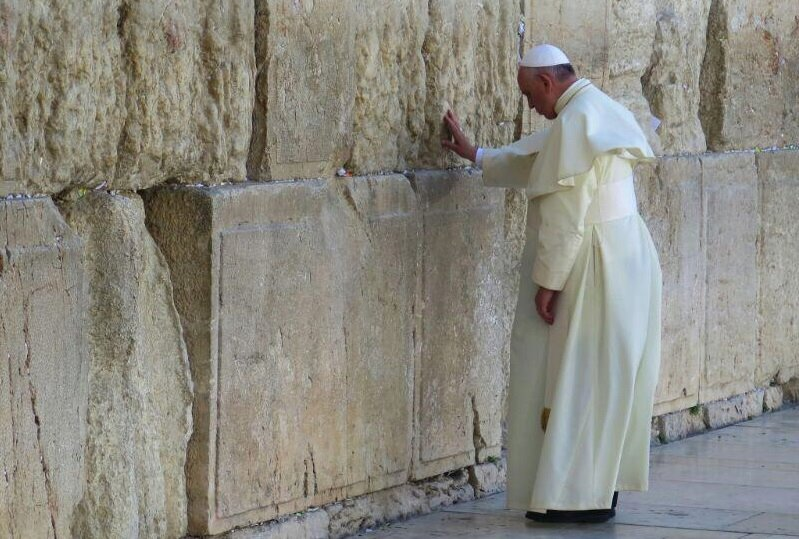
Papież Franciszek podczas modlitwy przy Ścianie Płaczu – 26 maja 2014

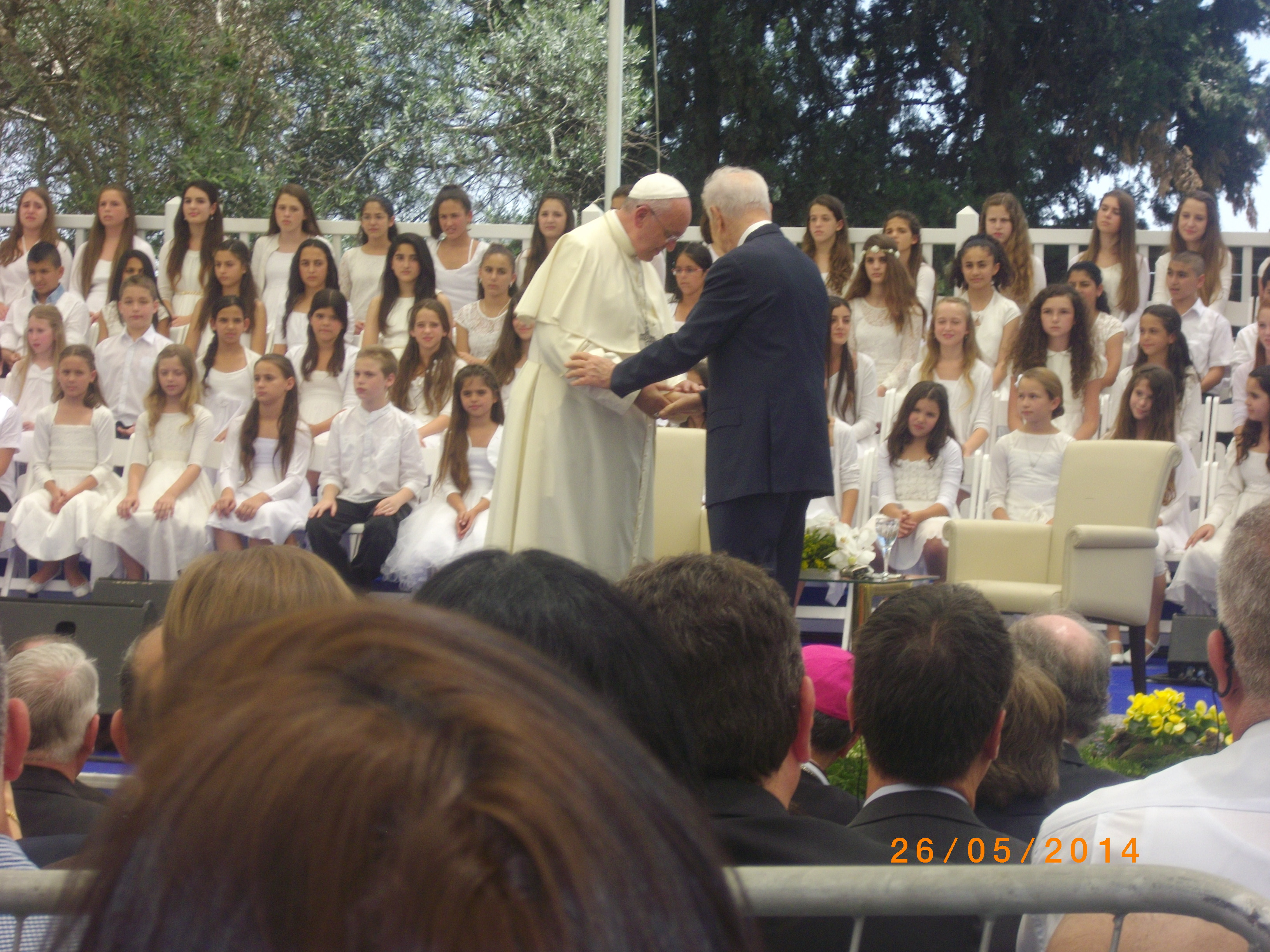
Papież Franciszek podczas spotkania z prezydentem Izraela Szymonem Peresem – 26 maja 2014

- - Rozpoczęła się podróż zagraniczna papieża Franciszka do Ziemi Świętej. Celem tej wizyta jest uczczenie 50 rocznicy spotkania papieża Pawła VI z patriarchą Konstantynopola Atenagorasem[78].
  - Papież Franciszek w ramach wizyty w Ziemi Świętej udał się do Jordanii, gdzie w królewskim pałacu al-Husaini spotkał się z królem Jordanii Abdullahem II oraz z jego rodziną królewską[79]. Podczas spotkania papież wygłosił przemówienie, w którym papież wyraził nadzieję na pokój na Bliskim Wschodzie[80].
  - Papież Franciszek przewodniczył uroczystej eucharystii na Stadionie Międzynarodowym w Ammanie w Jordanii. Podczas tej eucharystii 1400 dzieci przyjęło I Komunię świętą[81].
  - Papież Franciszek razem z królem Jordanii udał się na miejsce chrztu Jezusa w Jordanie następnie papież udał się do kościoła Łacińskiego w Betanii Zajordańskiej, gdzie spotkał się z uchodźcami i młodzieżą niepełnosprawną[82].
- 25 maja
  - Papież Franciszek w drugi dzień wizyty w Ziemi Świętej opuścił Jordanię, gdzie udał się do miejsca narodzin Chrystusa, do Betlejem w Autonomii Palestyńskiej i tam został przywitany przez prezydenta Mahmuda Abbasa[83].
  - Papież Franciszek w pałacu prezydenckim w Betlejem spotkał się z przedstawicielami Palestyńskich Władz Narodowych. Podczas spotkania papież przemówił do zebranych[84].
  - Papież Franciszek przewodniczył eucharystii na placu Żłóbka w Betlejem w ojczyźnie Jezusa Chrystusa. Podczas homilii papież powiedział, że małe dzieciątko z Betlejem jest tak kruche jak małe narodzone dziecko, które chce obudzić serca ludzi[85]. Po uroczystej eucharystii papież zaprosił dwóch prezydentów Izraela i Palestyny do Watykanu na modlitwę o pokój[86].
  - Papież Franciszek w ramach wizyty udał się prywatnie do bazyliki Narodzenia Pańskiego w Betlejem, gdzie nawiedził Grota Narodzenia Jezusa Chrystusa. Po nawiedzeniu papież udał się do ośrodka Phoenix Center by spotkać się z dziećmi z obozów dla uchodźców w Duhajszy, Aidzie i Bajt Dżibrin[87].
  - Papież Franciszek opuścił Autonomię Palestyńską i udał się w ramach swojej wizyty do Izraela, gdzie na lotnisku im. Ben Guriona w Tel Awiwie został przywitany przez prezydenta Szimona Peresa oraz premiera Izraela Binjamina Netanjahu. Podczas homilii papież potępił atak na Muzeum żydowskie w Brukseli[88].
  - Papież Franciszek udał się do bazyliki Grobu Świętego w Jerozolimie, gdzie spotkał się z patriarchą Konstantynopola Bartłomiejem I z którym podpisał deklarację[89]. Po spotkaniu papież i patriarcha udali się na grób Jezusa Chrystusa oraz uczestniczyli na ekumenicznym spotkaniu z okazji 50 rocznicy spotkania papieża Pawła VI z patriarchą Konstantynopola Atenagorasem[90].
- 26 maja
  - Papież Franciszek w trzeci dzień wizyty w Ziemi Świętej udał się do budynku Wysokiej Rady na Wzgórzu Świątynnym w Jerozolimie, gdzie spotkał się z Wielkim muftim Jerozolimy Muhamadem Ahmadem Husseinem[91]. Po spotkaniu z Wielkim mufti papież udał się do Muru Zachodniego by pomodlić się przy Ścianie Płaczu[92].
  - Papież Franciszek w towarzystwie prezydenta Szimona Peresa oraz premiera Izraela Binjamina Netanjahu złożył kwiaty na Wzgórzu Herzla [narodowy cmentarz Izraela][93]. Później papież również w obecności prezydenta i premiera udał się do Instytutu Pamięci Jad Waszem w Jerozolimie i złożył kwiaty oddając hołd ofiarom Holocaustu[94].
  - Papież Franciszek udał się do ośrodka Heichal Shlomo [Pałac Salomona] przy wielkiej synagodze, gdzie tam spotkał się wielkimi rabinami Izraela sefardyjskim Szlomo Amarem i aszeknazyjskim Yonym Metzgera[95].
  - Papież Franciszek w ramach swojej pielgrzymki do Ziemi Świętej udał się do Pałacu Prezydenckiego w Jerozolimie by spotkać się z prezydentem Izraela Szymonem Peresem[96].
  - Papież Franciszek udał się do kościoła Getsemani przy ogrodzie Oliwnym by spotkać się z kapłanami, osobami konsekrowanymi i seminarzystami z Ziemi Świętej[97].
  - Papież Franciszek w ostatnim punkcie swojej wizyty w Ziemi Świętej przewodniczył z ordynariuszami Ziemi Świętej i orszakiem papieskim mszy świętej w sali Wieczerniku[98].
  - Na lotnisku im. Ben Guriona w Tel Awiwie odbyła się ceremonia pożegnania papieża Franciszka z udziałem prezydenta Szimona Peresa oraz premiera Izraela Binjamina Netanjahu[99].
- 30 maja
  - Spotkanie z koordynatorami katolickich organizacji charytatywnych działających na rzecz kryzysu syryjskiego[100].

### Czerwiec
- 1 czerwca
  - Spotkanie z uczestnikami 37. Krajowego Zjazdu Odnowy w Duchu Świętym[101].
- 2 czerwca
  - Wizyta ad limina apostolorum biskupów z Zimbabwe[102].
- 5 czerwca
  - Spotkanie z uczestnikami spotkania zorganizowanego przez Papieską Radę ds. Duszpasterstwa Migrantów i Podróżujących[103].
- 6 czerwca
  - Spotkanie z karabinierami z fundacji „Bicentennial”[104].
- 7 czerwca
  - Spotkanie z członkami Włoskiego Centrum Sportowego[105].
- 8 czerwca
  - Papież Franciszek zgodnie z inicjatywą podczas wizyty w Ziemi Świętej spotkał się z prezydentem Izraela Szimonem Peresem i Autonomii Palestyńskiej Mahmudem Abbasem oraz z Bartłomiejem I – patriarchą Konstantynopola, gdzie razem w Ogrodach Watykańskich modlili się o pokój w Ziemi Świętej i na świecie[106].
- 12 czerwca
  - Papież Franciszek spotkał się z kardynałami na konsystorzu, na którym papież ustalił datę 23 listopada 2014 dzień kanonizacji 6 błogosławionych:Eufrazje od Najświętszego Serca Jezusa, Ludwika z Casarii, Cyriaka Eliasza Chavara, Jana Antoniego Farine, Amato Ronconi i Mikołaja z Longobardi[107].
- 15 czerwca
  - Papież Franciszek podczas spotkania z wiernymi na modlitwie Anioł Pański ogłosił, że 21 września 2014 uda się w jednodniową podróż apostolską do Albanii, gdzie odwiedzi Tiranę[108].
- 16 czerwca
  - Spotkanie z uczestnikami konferencji zorganizowanej przez Papieską Radę ds. Sprawiedliwości i Pokoju[109].
- 19 czerwca
  - Papież Franciszek na placu przed bazyliką św. Jana na Lateranie przewodniczył eucharystii w Uroczystość Najświętszego Ciała i Krwi Chrystusa. Po eucharystii wyruszyła procesja do bazyliki Matki Bożej Większej[110].
- 20 czerwca
  - Spotkanie z uczestnikami międzynarodowej konferencji w sprawach wolności religijnej[111].
- 21 czerwca
  - Papież Franciszek odbył podróż apostolską na terenie Włoch do Cassano all’Ionio, gdzie celem tej pielgrzymki była wizyta duszpasterska w Kalibarii. Jego wizyta rozpoczęła się od odwiedzin więzienia w Castrovillari w Kalabrii[112]. Następnie papież udał się do katedry spotykając się z kapłanami z diecezji Cassano all’Jonio[113]. Na zakończenie swojej wizyty papież odprawił mszę świętą w Sibari w Kalabrii[114].
- 26 czerwca
  - Spotkanie z członkami Organizacji Pomocy dla Kościołów Wschodnich[115].
- 28 czerwca
  - Spotkanie z Delegacją Patriarchatu Ekumenicznego Konstantynopola[116].
- 29 czerwca
  - Papież Franciszek odprawił w bazylice watykańskiej mszę św. w uroczystość św. św. Piotra i Pawła. W trakcie mszy papież wręczył paliusze 24 arcybiskupom metropolitom, w tym arcybiskupowi metropolicie gnieźnieńskiemu, prymasowi Polski Wojciechowi Polakowi[117].

### Lipiec
- 5 lipca
  - Papież Franciszek odbył podróż apostolską na terenie Włoch do Campobasso, Castelpetroso i Isernia, gdzie celem tej pielgrzymki była wizyta duszpasterska w regionie Molise. Jego wizyta rozpoczęła się od spotykania z przedstawicielami świata pracy i przedsiębiorcami na uniwersytecie w Campobasso[118]. Następnie papież Campobasso w regionie Molise odprawił eucharystię[119]. Po eucharystii papież spotkał się z więźniami w zakładzie karnym w Isernia[120], oraz spotkał się z młodzieżą z Abruzji i Molise na placu przed sanktuarium Matki Bożej Bolesnej w Castelpetroso[121].
- 26 i 28 lipca
  - Papież Franciszek odbył pierwszą część podróży apostolskiej na terenie Włoch do Caserty, gdzie celem tej wizyty była wizyta z okazji wspomnienia św. Anny – współpatronki miasta Casarta. Jego wizyta rozpoczęła się od spotkania z duchowieństwem diecezji Caserty[122]. Następnie papież odprawił eucharystię w Reggia di Caserta[123]. W drugiej części podróży papież spotkał się ze wspólnotą zielonoświątkowców, gdzie jej pastorem jest Giovanni Traettino[124].

### Sierpień
- 5 sierpnia
  - Podczas wtorkowej mszy Papież Franciszek wygłosił homilię do niemieckich ministrów[125].
- 14 sierpnia

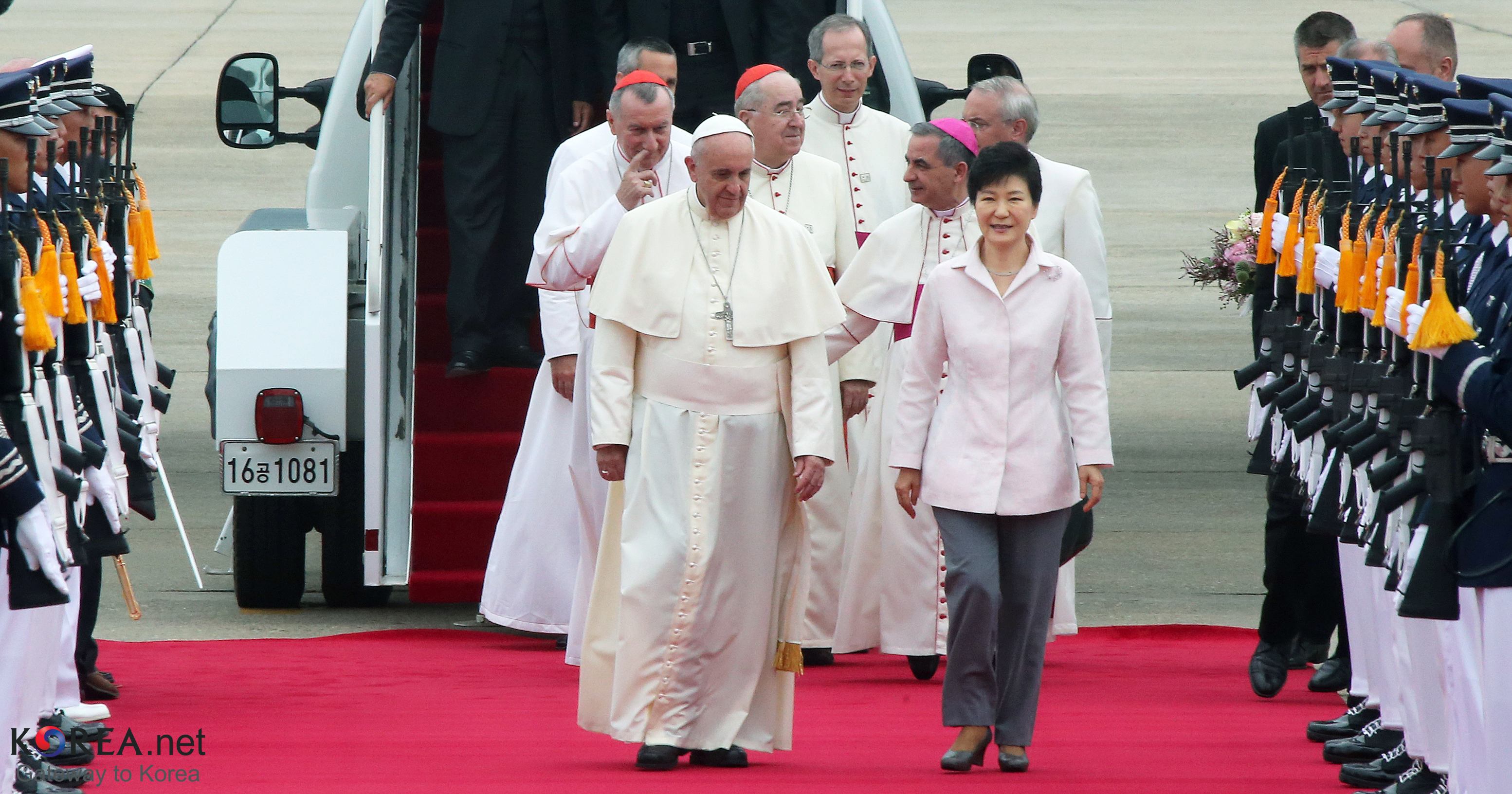
Papież Franciszek po przylocie na lotnisko w Korei Południowej (obok niego prezydent Korei Park Geun-hye)

- - Rozpoczęła się podróż zagraniczna papieża Franciszka do Korei Południowej. Celem tej wizyta jest wzięcie udziału w obchodach VI Dnia Młodzieży Azji oraz beatyfikacji Pawła Yun Ji-chung i 123 towarzyszy zamordowanych w Korei z nienawiści do wiary w latach 1791-1888[126].
  - Papież Franciszek w ramach swojej wizyty w Korei w pałacu prezydenckim w Seulu w obecności przedstawicieli władz i korpusu dyplomatycznego odbyło się spotkanie, na którym papież wygłosił przemówienie w języku angielskim[127].
  - Papież Franciszek w siedzibie episkopatu w ramach swojej wizyty zagranicznej do Korei spotkał się z biskupami[128].
- 15 sierpnia
  - Papież Franciszek podczas trwającej podróży w Korei Południowej przewodniczył eucharystii na stadionie World Cup Stadium z okazji uroczystości Wniebowzięcia Najświętszej Maryi Panny, zaś w Korei to Dzień Wyzwolenia[129]. Po eucharystii papież przewodniczył modlitwie Anioł Pański[130].
  - Papież Franciszek w ramach swojej wizyty w Korei w sanktuarium Męczenników Koreańskich w Solmoe spotkał się z młodzieżą z Azji[131].
- 16 sierpnia

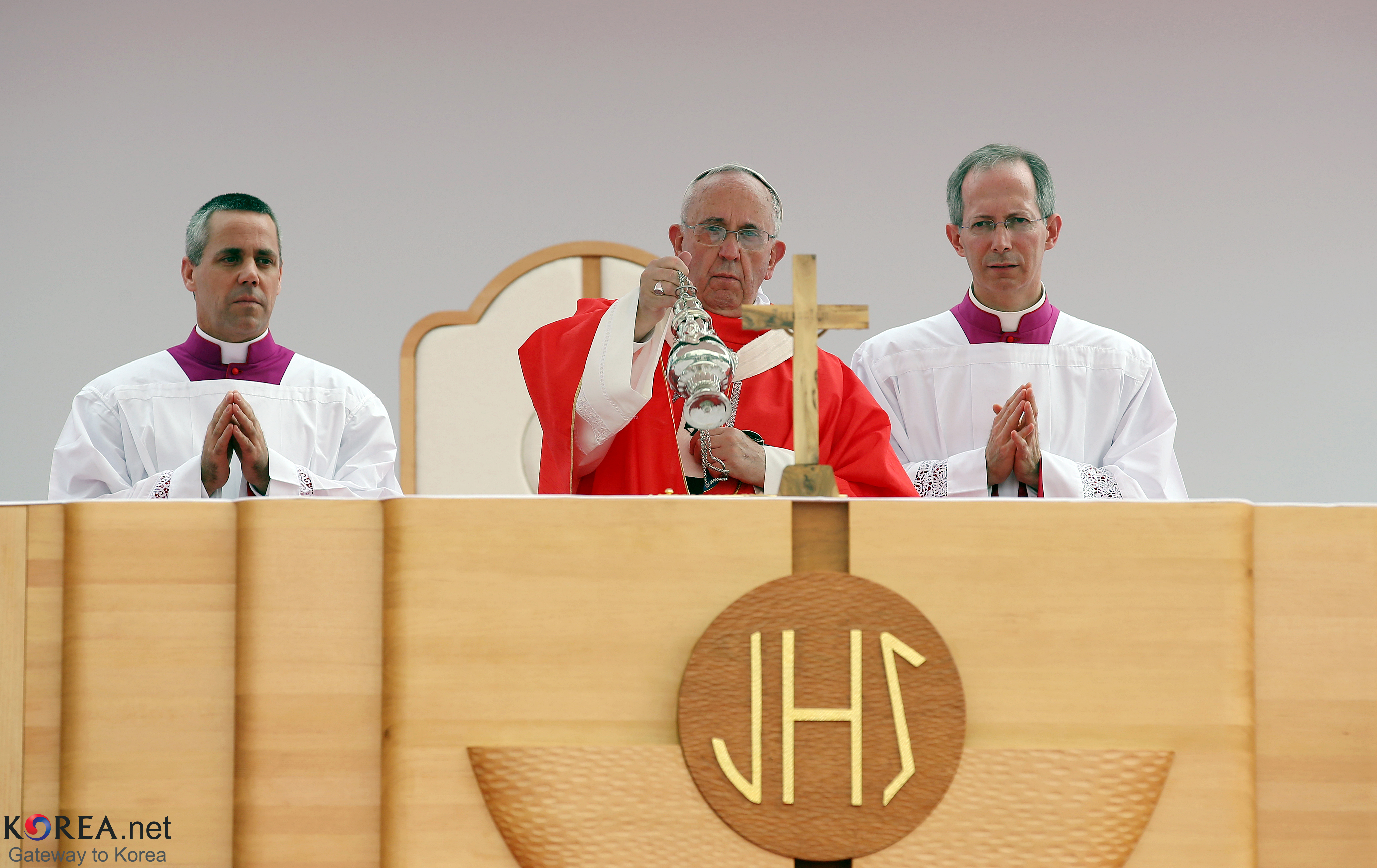
Papież Franciszek podczas mszy św. beatyfikacyjnej Pawła Yun Ji-chunga i 123 Towarzyszy przy bramie Gwanghwamun

- - Papież Franciszek przewodniczył eucharystii przy bramie Gwanghwamun – symbolu koreańskiej historii i kultury w Seulu podczas której dokonał beatyfikacji Pawła Yun Ji-chung i 123 męczenników koreańskich[132].
  - Papież Franciszek w ramach swojej wizyty w Korei udał się do Kkottongnae i spotkał się z niepełnosprawnymi w “House of Hope” oraz cmentarz abortowanych dzieci[133]. Potem papież udał się do ośrodka szkoleniowego “School of Love” i spotkał się ze wspólnotami zakonnymi[134]. Na koniec dnia wizyty papież udał się do Ośrodka Duchowości w Kkottongnae i spotkał się z liderami apostolatu laikatu[135].
- 17 sierpnia
  - Papież Franciszek udał się do Haemi w pobliżu Seosan, gdzie udał się to tamtejszego sanktuarium i spotkał się z biskupami Azji[136]. Później papież w ramach swojej wizyty w Korei przewodniczył eucharystii na zamku w Haemi z okazji zakończenia VI Azjatyckiego Dnia Młodzieży[137].
- 18 sierpnia
  - Papież Franciszek w ostatni dzień swojej wizyty w Korei spotkał się z przywódcami różnych religii z całego kraju w budynku dawnej kurii metropolitalnej[138]. Później papież w katedrze Myeong-dong w Seulu z biskupami z Korei przewodniczył eucharystii za pokój i pojednanie w Korei Południowej i Północnej[139]. Po mszy św. w bazie lotniczej w Seulu odbyła się ceremonia zakończenia wizyty papieża z udziałem prezydent Korei Południowej Park Geun-hye[140].
- 20 sierpnia
  - Papież Franciszek spotkał się z grupą z „Opery z Nazaretu”. W spotkaniu Papieżowi towarzyszył kardynał Jean-Louis Tauran[141].

### Wrzesień
- 4 września
  - Spotkanie ze Światowym Zgromadzeniem Dyrektorów[142].
- 6 września
  - Wizyta ad limina apostolorum biskupów z Kamerunu[143].
- 12 września
  - Wizyta ad limina apostolorum biskupów z Kongo[144].
  - Spotkanie z włoskim Stowarzyszeniem Biblijnym[145].
- 13 września
  - Papież Franciszek odbył podróż apostolską na terenie Włoch do Redipuglia, Gorycji, gdzie podczas tej wizyty papież przewodniczył w mauzoleum w Fogliano di Redipulgia na Cmentarzu wojskowym eucharystii w intencji uczczenia 100. rocznicy I wojny światowej[146].
- 18 września
  - Wizyta ad limina apostolorum biskupów z Wybrzeża Kości Słoniowej[147].
- 21 września
  - Rozpoczęła się podróż zagraniczna papieża Franciszka do Albanii. Celem tej jednodniowej wizyty jest „utwierdzić w wierze Kościół w Albanii i dodać otuchy temu krajowi, który tak długo cierpiał z powodu minionych ideologii”. Jest to czwarta podróż zagraniczna Ojca świętego w jego pontyfikacie a pierwsza do kraju europejskiego[148].
  - Papież Franciszek w ramach swojej wizyty w Albanii w pałacu prezydenckim w Tiranie w obecności przedstawicieli władz i korpusu dyplomatycznego odbyło się spotkanie, na którym papież wygłosił przemówienie[149].
  - Papież Franciszek podczas trwającej podróży w Albanii przewodniczył eucharystii na placu Bł. Matki Teresy z Kalkuty w Tiranie. Po eucharystii papież przewodniczył modlitwie Anioł Pański[150].
  - Papież Franciszek po eucharystii na Uniwersytecie Katolickim Matki Bożej Dobrej Rady spotkał się ze zwierzchnikami innych religii i wyznań chrześcijańskich Albanii[151].
  - Papież Franciszek po spotkaniu ze zwierzchnikami innych religii i wyznań chrześcijańskich Albanii w katedrze w Tiranie przewodniczył modlitwie nieszpornej[152].
  - Papież Franciszek po zakończonej modlitwie w katedrze udał się do kościoła środka Betania by spotkać się z dziećmi i przedstawicielami podopiecznych innych ośrodków charytatywnych[153].
  - Na lotnisku im. Matki Teresy odbyła się ceremonia zakończenia wizyty papieża z udziałem premiera Albanii Edi Ramy[154].
- 23 września
  - Wizyta ad limina apostolorum biskupów z Ghany[155].
- 26 września
  - Spotkanie ze Zgromadzeniem Ogólnym Ruchu „Focolari”[156].
- 27 września
  - Spotkanie ze Zgromadzeniem Plenarnym Papieskiego Komitetu Międzynarodowych Kongresów Eucharystycznych[157].
- 29 września
  - Spotkanie z Sojuszem Prezentacji Biblijnych w sprawie prezentacji Biblii w języku włoskim[158].

### Październik
- 2 października
  - Wizyta ad limina apostolorum biskupów z Czadu[159].
- 5 października
  - Papież Franciszek w bazylice św. Piotra w Watykanie odprawił mszę świętą na otwarcie Synodu Rodzin[160].
- 12 października
  - Papież Franciszek w bazylice św. Piotra w Watykanie przewodniczył eucharystii dziękczynnej za kanonizację Franciszka de Montmorency Laval i Marii Guyart-Martin, którzy 3 kwietnia zostali włączeni w poczet świętych poprzez kanonizację równoważną[161].
- 19 października
  - Papież Franciszek na placu świętego Piotra przewodniczył eucharystii na zakończenie III Nadzwyczajnego Zgromadzenia Synodu Biskupów poświęconego rodzinie, gdzie podczas tej uroczystości papież dokonał beatyfikacji swojego poprzednika Pawła VI[162].
- 20 października
  - Papież Franciszek spotkał się z kardynałami na konsystorzu, na którym ustalił datę 14 stycznia 2015 jako dzień kanonizacji błogosławionego Józefa Vaza[163].
- 23 października
  - Papież Franciszek przyjął w Watykanie delegaturę międzynarodowego prawa karnego[164].
- 24 października
  - Spotkanie z delegacją „Orientalne Światło Wiary” z Ameryki[165].
- 25 października
  - Spotkanie w Auli Pawła VI z Ruchem Apostolskim „Schonstatt” z okazji 100. rocznicy jego założenia.
- 28 października
  - Spotkanie z uczestnikami światowych ruchów ludowych[166].
- 30 października
  - Spotkanie z delegacją Międzynarodowej Konferencji Biskupów z Utrechtu[167].
- 31 października
  - Spotkanie z członkami Katolickiego Bractwa Stypendium Charyzmatycznych Wspólnot Przymierza[168].

### Listopad
- 5 listopada
  - Spotkanie w Auli Pawła VI z uczestnikami kursu „Super Rato”, promowanego przez Trybunał Roty Rzymskiej[169].
- 6 listopada
  - Spotkanie z delegacją Światowego Aliansu Ewangelicznego[170].
  - Wizyta ad limina apostolorum biskupów z Malawi[170].
- 8 listopada
  - Papież Franciszek dokonał zmiany w Kurii Rzymskiej: dotychczasowego prefekta Najwyższego Trybunału Sygnatury Apostolskiej kard. Raymonda Leo Burke mianował na patrona Suwerennego Zakonu Maltańskiego, na jego miejsce w prefekturze mianował dotychczasowego sekretarza ds. relacji z państwami abp. Dominique Mamberti, jego następcą na sekretarza został mianowany bp. Paul Gallagher[171].
- 10 listopada
  - Wizyta ad limina apostolorum biskupów z Senegalu, Republiki Zielonego Przylądka, Mauretanii i Gwinei Bissau[172]
- 15 listopada
  - Spotkanie z uczestnikami jubileuszowej konferencji Stowarzyszenia Włoskich Lekarzy Katolickich z okazji 70. rocznicy założenia stowarzyszenia[173]
- 17 listopada
  - Wizyta ad limina apostolorum biskupów z Zambii.
- 20 listopada
  - Spotkanie z uczestnikami VII Światowego Kongresu Duszpasterstwa Migrantów[174]
- 23 listopada
  - Papież Franciszek przewodniczył eucharystii na placu Świętego Piotra w Uroczystość Jezusa Chrystusa, Króla Wszechświata, podczas której kanonizował 6 błogosławionych:Eufrazje od Najświętszego Serca Jezusa, Ludwika z Casarii, Cyriaka Eliasza Chavara, Jana Antoniego Farine, Amato Ronconi i Mikołaja z Longobardi[175].
- 25 listopada

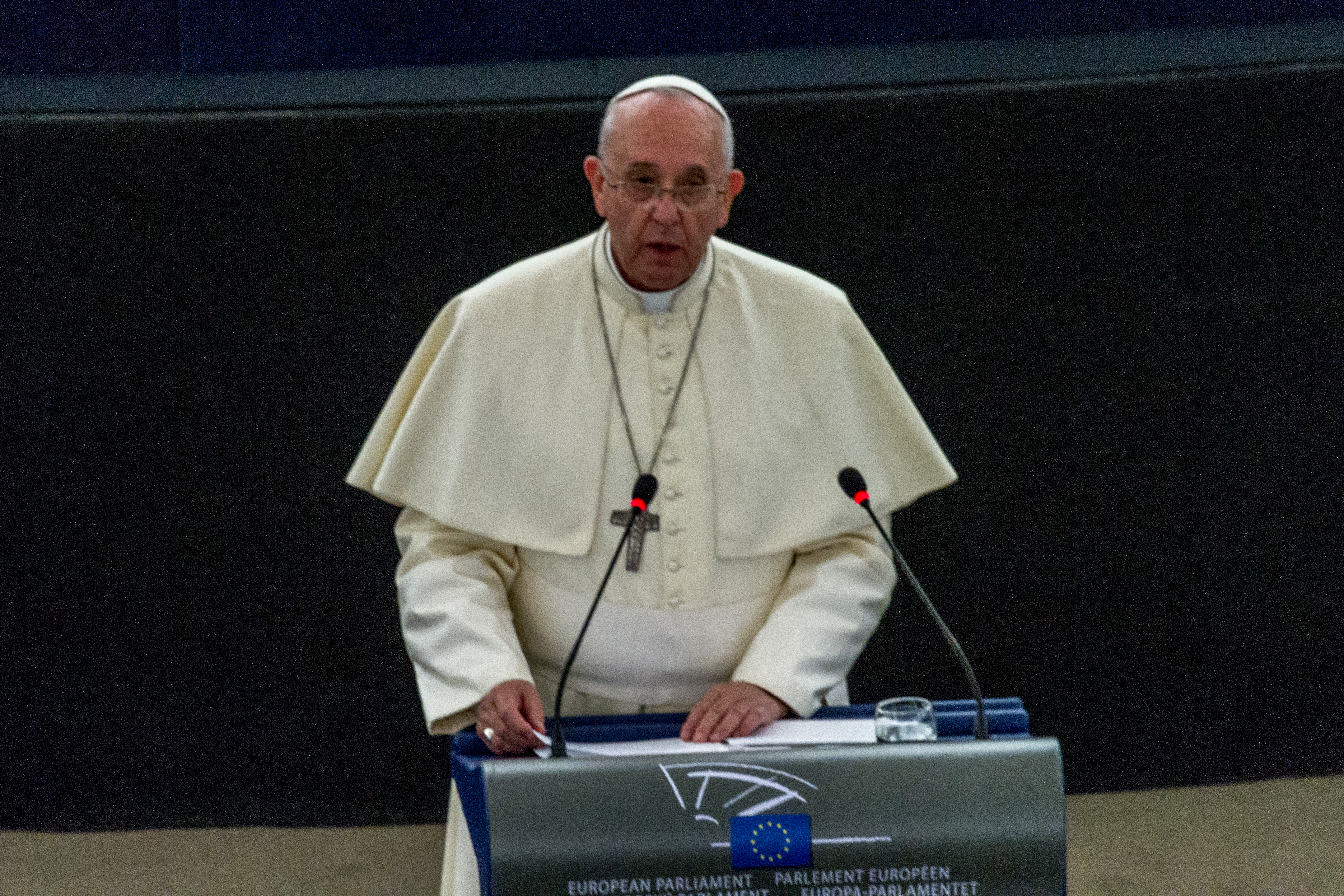
Papież Franciszek podczas przemówienia w Parlamencie Europejskim.

- - Wizyta w Parlamencie Europejskim w Strasburgu.
- 27 listopada
  - Spotkanie z uczestnikami Międzynarodowego Kongresu dla Duszpasterstwa Dużych Miast[176]
  - Spotkanie z uczestnikami zgromadzenia plenarnego Kongregacji Instytutów Życia Konsekrowanego i Stowarzyszeń Życia Apostolskiego[177].
- 28 listopada
  - Rozpoczęła się podróż zagraniczna papieża Franciszka do Turcji. Celem tej wizyta jest udział w obchodach w dniu św. Andrzeja – patrona Kościoła w Konstantynopolu[178].
  - Papież Franciszek w ramach swojej wizyty w Turcji odwiedził Mauzoleum Mustafy Kemala Atatürka – pierwszego prezydenta Turcji a zarazem ojca narodu tureckiego[179]. Później papież udał się do Pałacu Prezydenckiego by spotkać z prezydentem Recepem Tayyipem Erdoğanem i z władzami[180]. Na koniec pierwszego dnia wizyty papież odbył audiencję u premiera Turcji Ahmeta Davutoğlu i przewodniczącego Komitetu ds. Religijnych[181].

### Grudzień
- 1 grudnia
  - Wizyta ad limina apostolorum biskupów ze Szwajcarii[182].
- 2 grudnia
  - Ceremonia podpisania Deklaracji przeciwko niewoli przywódców religijnych[183].
- 3 grudnia
  - Spotkanie z uczestnikami III Szczytu Przywódców Chrześcijan i Muzułmanów[184].
- 4 grudnia
  - Spotkanie z Federacją Chrześcijańskich Organizacji dla Międzynarodowego Serwisu Wolontariuszy[185].
- 5 grudnia
  - Spotkanie z Międzynarodową Komisją Teologiczną[186].
- 7 grudnia
  - Papież Franciszek wziął udział w ceremonii zapalenia lampek na choince w Gubbio[187].
- 12 grudnia
  - Spotkanie z delegacją Armii Zbawienia[188].
  - Spotkanie ze wspólnotą Antiochii Syryjskiej[189].
  - Papież Franciszek celebrował w Watykanie Eucharystię z okazji przypadającego tego dnia w Meksyku święta Matki Boskiej z Guadalupe[190].
- 13 grudnia
  - Przyjęcie delegacji „Amis di Gabriel Rosset” i „Foyer Notre dame des Sasambri”[191].
  - Spotkanie z Krajową Radą Unii Włoskiej Niedowidzących i Niewidomych[192].
- 14 grudnia
  - Wizyta duszpasterska w parafii San Giuseppe all'Aurelio w Rzymie[193].
- 18 grudnia
  - Spotkanie z dziećmi z Włoskiej Akcji Katolickiej[194].
  - Spotkanie z delegacją Kościoła Ewangelicko-Luterańskiego Niemiec[195].
- 19 grudnia
  - Przyjęcie świątecznych delegacji z Werony i Cantamaro[196].
  - Spotkanie z atletami z Włoskiego Komitetu Olimpijskiego.
  - Udział papieża Franciszka w ceremonii zapalenia świateł na choince oraz inauguracja szopki[197].
- 20 grudnia
  - Spotkanie z członkami Stowarzyszenia Jana XXIII[198].
- 22 grudnia
  - Spotkanie z członkami Kurii Rzymskiej[199]
- 28 grudnia
  - Spotkanie z Krajowym Związkiem Dużych Rodzin[200].
- 31 grudnia
  - Nieszpory z odśpiewaniem dziękczynnego Te Deum za rok 2014[201].